# Paray-Vieille-Poste
Paray-Vieille-Poste je město v jižní části metropolitní oblasti Paříže ve Francii v departmentu Essonne a regionu Île-de-France. Od centra Paříže je vzdálené 16 kilometrů.

## Geografie
Sousední obce: Wissous, Rungis, Orly, Morangis, Villeneuve-le-Roi, Savigny-sur-Orge a Athis-Mons.

## Vývoj počtu obyvatel
Počet obyvatel

## Partnerská města
- Kruft
- Péruwelz